# Neera (etera)
Neera (in greco antico: Νέαιρα?; fl. IV secolo a.C.) è stata una etera vissuta nel IV secolo a.C. nell'antica Grecia.
Non ci sono dati certi circa le date esatte della nascita e della morte. Fu portata in giudizio verso la metà del IV secolo a.C., probabilmente tra il 343 e il 340 a.C. Anche se le accuse presentate contro Neera sono suscettibili di essere fortemente di parte e non possono essere confermate in modo indipendente, il discorso fornisce maggiori dettagli che su qualsiasi altra prostituta dell'antichità, e di conseguenza cita una grande quantità di informazioni sul commercio del sesso nelle città-stato (poleis) della Grecia antica.
La fonte principale della nostra conoscenza di Neera è il discorso fatto contro di lei da Apollodoro, parte del corpus di Demostene che sopravvive come il suo discorso 59, noto come Apollodoro contro Neera. Il discorso non è generalmente accettato come scritto da Demostene, però, è spesso attribuito a uno Pseudo-Demostene. Grace Macurdy, per esempio, descrive il discorso come caratteristico dei "discorsi pseudo-Demostenici composti da, e, possibilmente, un cittadino ateniese chiamato Apollodoro".

## Presunta biografia
La maggior parte dei dettagli della biografia di Neera provengono da un discorso penale pronunciato in un processo intentato da avversari del suo compagno Stephanos. Altri dettagli del caso, compreso il discorso di difesa, non sono giunti a noi. Nel tribunale dell'antica Atene del periodo classico le deposizioni non erano vincolate da rigide regole probatorie. Si tentava invece di convincere la giuria che la parte avversa era smodata e quindi capace di commettere il reato in virtù di cattiva morale. La testimonianza accusatoria non è quindi una probabile fonte di informazioni affidabili sulla biografia di Neera, ma su quello che era il pensiero e i discorsi del maschio adulto cittadino ateniese considerava vergognoso, ma plausibile.  Pertanto, il valore primario della fonte superstite è una testimonianza sui costumi e atteggiamenti del commercio sessuale nella Grecia classica.

### Primi anni
Neera nacque probabilmente intorno al 400 a.C. La sua origine è incerta; forse era una bambina abbandonata o proveniente da una zona periferica della Grecia, come la Tracia. Intorno al 390 a.C. venne acquistata da Nicarete, tenutaria di una delle "migliori" case di tolleranza di Corinto, una città famosa nell'antichità per la sua fiorente prostituzione commerciale. Dal nome di Corinto arriva il verbo greco antico korinthiazein, che significa "fornicare".
Nicarete chiamava Neera e le altre prostitute che lavoravano per lei le sue "figlie" e provvedeva alla loro formazione come prostitute. Attraverso questa relazione "genitoriale" Nicarete cercava di aumentare il prezzo che i suoi clienti dovevano pagare: era usuale per le donne libere chiedere prezzi più alti per i loro servizi.
Diverse ragazze, di età diverse, vivevano nel bordello oltre Neera: Metanira, Anteia, Stratola, Aristocleia, Fila, e Isthnias. Probabilmente erano tutte molto prominenti nel loro tempo. Diversi drammi sono stati dedicati a Anteia all'epoca, e il poeta Filetero cita tre delle ragazze di Nicarete (Neera, Fila, e Isthmias) nella sua opera La Cacciatrice. I clienti appartenevano alla classe superiore, per la maggior parte. A volte venivano da fuori Corinto - la città doveva il suo status di centro commerciale per la sua posizione su un istmo. Fra i clienti vi erano personaggi noti compresi politici, atleti, filosofi e poeti, tra i quali il poeta Senocleide e l'attore Ipparco.
L'oratore Lisia era un ospite di primo piano nel bordello di Nicarete e un cliente abituale di Metanira. Per mostrare il suo apprezzamento per Nicarete e la sua amante, Lisia pagò un viaggio a Eleusi, a metà 380 a.C., dove erano iniziati i Misteri Eleusini. Lisia e Metanira erano accompagnati non solo da Nicarete, ma anche da Neera. Questo fu probabilmente il primo soggiorno di Neera ad Atene. Nel 378 a.C. Neera tornò in città, questa volta in occasione dei Giochi Panatenaici, in compagnia della sua signora e del cliente, Simos della Tessaglia. Simos apparteneva all'importante famiglia Aleuadei della Tessaglia ed era molto famoso a metà del IV secolo a.C., ma niente di più del suo status o del viaggio ci è noto. Mentre i rapporti tra Metanira e Lisia e tra Neera e Simos erano a tutti noti, Nicarete ebbe relazioni a lungo termine con alcuni dei loro clienti, che potevano diventare clienti abituali.

### Fra bordello e libertà
Gli anni più redditizi delle ragazze di Nicarete erano gli anni tra la pubertà e il terzo decennio di vita, dopo di che l'interesse dei potenziali clienti cominciava a declinare. Quindi non fu probabilmente una perdita per Nicarete quando Timanoridas di Corinto e Eukrates di Lefkada acquistarono Neera nel 376 a.C. durante un viaggio ad Atene. Erano probabilmente due clienti abituali di Neera, e avevano scoperto che sarebbe stato più conveniente, a lungo termine, acquistare la ragazza a titolo definitivo, anche se doveva costare molto.
Nicarete richiedeva non meno di 3 000 dracme (5-10 volte il prezzo di uno schiavo artigiano, e 5-6 volte il reddito annuale di un lavoratore). Anche se entrambi giunsero al limite delle loro possibilità finanziarie, l'operazione andò a termine. Neera ora aveva due proprietari che potevano averla a loro piacimento. Questa pratica era tutt'altro che insolita ed è citata in diverse fonti dell'antichità.
Dopo circa uno o due anni, uno dei due (o entrambi) voleva sposarsi. Era costoso mantenere un'etèra, quindi una soluzione doveva essere trovata. I tre hanno raggiunto un accordo; Neera poté comprare la sua libertà per 2 000 dracme, e se ne andò per sempre da Corinto. Con l'aiuto di ex clienti, e, soprattutto, un uomo di nome Phrynion, trovò i soldi e comprò la sua libertà. Andò con Phrynion nella sua città natale di Atene, dove la coppia visse insieme per qualche tempo.
Phrynion era un libertino e regolarmente coinvolse Neera nella sua dissolutezza, come descrive Apollodoro. Egli scrisse anche di aver avuto rapporti sessuali con Neera in pubblico, che nella Grecia antica, anche se di mentalità aperta, non era cosa ritenuta lecita. Un banchetto con il generale ateniese Cabria nella tarda estate del 374 a.C., in celebrazione della sua vittoria nei giochi pitici, è descritto con dovizia di particolari. Durante la celebrazione Neera, avrebbe bevuto fino ad ubriacarsi, e nella sua condizione di ubriaca molti degli ospiti e anche gli schiavi avevano avuto rapporti sessuali con lei.

### Vita con Stephanos
Dopo la battaglia di Leuctra, che spostò l'equilibrio di potere in Grecia verso Tebe a danno di Sparta, l'ateniese Stephanos venne a Megara e rimase ospite di Neera. I due iniziarono una relazione e apparentemente si innamorarono l'una dell'altro. Era possibile che Neera non fosse innamorata, ma preferiva la sicurezza di Stephanos alla sua vita incerta e instabile. Dal momento che dopo la battaglia di Leuctra la situazione a Megara non era migliorata, decise di spostarsi con Stephanos ad Atene. Si ritiene che Stephanos agì come un protettore nei confronti di Phrynion.
È interessante notare che solo ora, al momento di lasciare Megara per Atene, Apollodoro dice che Neera aveva tre figli con i suoi: due figli, Proxenos e Ariston, oltre a una figlia di nome Strybele, che successivamente fu chiamata Fano. Apollodoro afferma inoltre che Fano divenne anche lei un'etèra. Presumibilmente, Neera doveva mantenere Stephanos dopo che si erano trasferiti ad Atene. Tuttavia queste affermazioni non sono molto affidabili, e Apollodoro non offre una prova della loro veridicità.
In seguito ci fu il problema di Phrynion. Quando si rese conto Neera era ad Atene, cercò di trascinarla via dalla casa di Stephanos, con l'aiuto di alcuni amici. Tale azione voleva essere come il rapporto tra padrone e schiavo. In seguito, Stephanos iniziò una causa contro Phrynion, che rispose con una contro causa. Così Neera fu chiamata davanti al tribunale.
Alla fine, tuttavia, il caso non giunse in tribunale. Entrambe le parti convennero di addivenire ad un arbitrato privato. Il risultato fu, come in molte di queste procedure di conciliazione, un compromesso con il quale sia Phrynion che Stephanos potevano vivere con Neera, ma ella non aveva comunque possibilità di scegliere. Venne affermato che non era una schiava, ma un liberto. Doveva restituire tutto ciò che aveva preso dalla casa di Phrynion, abiti, accessori e acquistare gli schiavi. Inoltre avrebbe dovuto soddisfare sessualmente entrambi gli uomini. In ogni caso, l'uomo con cui viveva doveva provvedere al suo mantenimento. Per quanto tempo sia andato avanti questo accordo non è dato sapere, perché Phrynion non è più menzionato nelle fonti.

### Eventi attorno a Fano
Come Apollodoro avrebbe poi scritto, Fano era la figlia di Neera. Più di dieci anni dopo gli eventi di cui sopra, Fano si sposò per la prima volta. Suo marito era un ateniese di nome Phrastor. Il matrimonio non andò bene, e divorziato dopo circa un anno, quando Fano era incinta. Phrastor indicato che il motivo del divorzio fu l'aver scoperto che Fano non era la figlia di Stephanos e la sua prima moglie, ma di Neera. Questo pose un problema perché i matrimoni tra Ateniesi e non ateniesi non erano permessi. Un altro fattore possibile è che Fano poteva non aver soddisfatto le sue aspettative, e non aver incarnato la casalinga ateniese ideale che il marito aveva in mente.
Stephanos fece causa a Phrastor per essersi rifiutato di rimborsare 3 000 dracme che erano la dote di Fano, che avrebbe dovuto restituirgli a seguito del divorzio. Phrastor fece una contro querela, in cui accusava Stephanos di avergli dato in sposa una moglie non ateniese, la sanzione potenziale per la quale era che "egli avrebbe perso i suoi diritti civili e le sue proprietà sarebbero state confiscate, ed una terza parte sarebbe andata a colui che lo avrebbe accusato". Temendo la perdita di questa contro-causa, e con essa i suoi diritti di cittadino, Stephanos ritirò la querela.
Poco dopo questo episodio, Phrastor si ammalò gravemente, e Fano e Neera lo curarono. Mentre era malato, Phrastor riconobbe il figlio di Phano come loro figlio legittimo ed erede legale, secondo Apollodoro, al fine di evitare di morire senza figli, permettendo così alla sua famiglia estranea di ereditare la sua proprietà.
Verso la metà o la fine degli anni 350 a.C. Stephanos portò un altro caso davanti al tribunale. Sorprese un ospite della famiglia, Epeneto di Andro, un presunto ex cliente di Neera, mentre aveva un rapporto sessuale con Fano. Come capo e protettore di coloro che erano all'interno del nucleo familiare, Stephanos aveva il diritto di punire Epeneto, anche fino al punto di ucciderlo. Ma gli chiese solo 3 000 dracme di danni, e Epeneto era abbastanza scaltro da porgli due condizioni.
Appena libero, Epeneto citò Stephanos per averlo sequestrato senza alcun motivo. Inoltre, gli disse che sarebbe stato perseguito come un moichós (distruttore di matrimonio, o criminale sessuale). Egli sosteneva che Fano era una prostituta e che la casa di Stephanos era un bordello (e quindi che ciò che egli voleva non era pagabile come moichos). Tutte queste affermazioni erano piuttosto deboli, poiché Epeneto difficilmente avrebbe trovato testimoni disposti a comparire davanti al giudice e a screditare Fano. Tuttavia, la giuria forse avrebbe assunto che una ragazza dimorante nella casa della famigerata Neera doveva essere anche lei un'etèra.
Ancora una volta, Stephanos rinunciò al suo diritto e, quindi, alle 3 000 dracme. Se avesse esercitato il suo diritto e portato la vicenda davanti a un tribunale, dove la promiscuità di Fano non poteva essere nascosto, le probabilità di un secondo matrimonio rispettabile per la giovane donna sarebbe naufragata. In una procedura di conciliazione, a Stephanos venne comunque assegnato un importo di 1 000 dracme. Fano in breve tempo giunse a un matrimonio di prestigio per la seconda volta, ma anche questo non andò per il verso giusto.

### Le prove
Stephanos aveva dovuto affrontare molto più che problemi coniugali in tribunale: era un uomo politicamente attivo e spesso era impegnato in tali procedimenti. Il già citato Apollodoro, uno dei più ricchi ateniesi di quel tempo, fu uno dei più grandi rivali di Stephanos. Questi aveva affrontato Apollodoro più volte in tribunale, e gli aveva inflitto alcune sconfitte dolorose.
Tra il 343 e il 340 a.C., Theomnestes produsse una denuncia civile (xenías graphs) per conto di Apollodoro contro Neera, coinvolgendo Stephanos. Secondo queste accuse, Neera era ingiustamente sposata con Stephanos, e i loro figli era diventati cittadini ateniesi illegalmente. Apollodoro portò l'accusa, cercando di dimostrare che Neera aveva commesso una frode. Fin dall'inizio si è apertamente dichiarato che questa era una vendetta contro Stephanos. Reclami contro terzi, come Neera erano considerati legittimi.
Apollodoro espose la storia della vita di Neera nei più particolari dettagli e sottolineò la sua presunta depravazione. Di conseguenza, egli solo a parole tentò di dimostrare che tutti i figli di Stephanos erano in realtà di Neera, piuttosto che di Stephanos avuti da un'altra donna. Stephanos, sostenne Apollodoro, aveva violato la legge che proibiva il matrimonio con una donna non ateniese.
Oggi è noto solo il discorso dell'accusa e non il risultato del processo. Fonti disponibili riportano nulla del destino finale dei partecipanti più importanti. La cultura ateniese del tempo non permetteva a Neera di testimoniare in tribunale, anche se la sua sconfitta avrebbe probabilmente portato a nuova schiavitù. Oltre a ciò, lo status giuridico dei figli sarebbe diventato incerto.

### Conclusione
Anche se nessuna altra prostituta dell'antichità è così ben documentata come Neera, nella nostra coscienza contemporanea è meno considerata rispetto, ad esempio, a Laide, Taide o Frine. L'accusa contro Neera offre una fonte chiave per gli storici sulla storia sociale ateniese e quella delle donne nell'antica Grecia. Tradizionalmente il discorso di Apollodoro contro Neera è stato attribuito a Demostene: esso appare nel corpus Demostenico come discorso 59 Contro Neera, anche se Apollodoro è ormai accettato come il vero autore del discorso.
La vera natura del etera non può essere completamente ricostruita da queste fonti; Neera servì agli interessi di diverse parti durante il processo e fu tenuta sullo sfondo. Nessuno degli autori - per lo meno Apollodoro - erano seriamente interessati a caratterizzare una donna di malaffare; il discorso serviva solo a sostenere l'accusa e non allo scopo di rappresentazione oggettiva.